# Ouasim Bouy
Ouasim Bouy (ara. وسيم بوي) (Amsterdam, 11. lipnja 1993.) je nizozemski-marokanski nogometaš koji trenutačno igra za engleski Leeds United.

## Klupska karijera

### Ajax
Bouy je svoju karijeru započeo u klubu iz rodnog grada, Ajaxu. Tri je godine nastupao za Ajaxovu mlađu momčad te iako su mu predviđali blistavu budućnost u Ajaxu nikada nije nastupio za prvu momčad.

### Juventus
U veljači 2012. Bouy stiže u Torino te potpisuje ugovor s Juventusom. Do kraja sezone nastupao je za Juventusovu mlađu momčad da bi 31. kolovoza 2012. prešao u Bresciu na jednogodišnju posudbu te je već dan kasnije debitirao protiv Juve Stabie u Serie B.